# Сферичний надлишок

Сферичний трикутник

Сфери́чний на́длишок або ексце́с сфери́чного трику́тника — величина в сферичній тригонометрії, яка показує, наскільки сума кутів сферичного трикутника перевищує розгорнутий кут.

## Визначення
Позначимо A, B, C радіанні міри кутів сферичного трикутника. Тоді сферичний надлишок
{\displaystyle \varepsilon =A+B+C-\pi }

## Властивості та обчислення
- Оскільки в будь-якому сферичному трикутнику, на відміну від трикутника на площині, сума кутів завжди більша від π, то надлишок завжди додатний. Зверху він обмежений числом 2π, тобто завжди менший від цього числа[1]:15.
- Для обчислення надлишку сферичного трикутника зі сторонами a, b, c використовується формула Люїльє[ru]:94:

{\displaystyle \operatorname {tg} {\frac {\varepsilon }{4}}={\sqrt {\operatorname {tg} {\frac {p}{2}}\operatorname {tg} {\frac {p-a}{2}}\operatorname {tg} {\frac {p-b}{2}}\operatorname {tg} {\frac {p-c}{2}}}},p={\frac {a+b+c}{2}}}
- Для обчислення надлишку сферичного трикутника за сторонами a, b і кутом C між ними використовується формула[1]:95:

{\displaystyle \operatorname {ctg} {\frac {\varepsilon }{2}}={\frac {\operatorname {ctg} {\frac {a}{2}}\operatorname {ctg} {\frac {b}{2}}+\cos C}{\sin C}}}

## Застосування
- Надлишок сферичного трикутника застосовується пвд час обчислення його площі, оскільки {\displaystyle S=R^{2}\varepsilon } (тут {\displaystyle R} — радіус сфери, на якій лежить сферичний трикутник, а надлишок виражено в радіанах)[1]:99.
- Тілесний кут тригранного кута виражається за теоремою Люїльє через його плоскі кути {\displaystyle \theta _{a},\theta _{b},\theta _{c}} при вершині, як:

{\displaystyle \Omega =4\,\operatorname {arctg} {\sqrt {\operatorname {tg} \left({\frac {\theta _{s}}{2}}\right)\operatorname {tg} \left({\frac {\theta _{s}-\theta _{a}}{2}}\right)\operatorname {tg} \left({\frac {\theta _{s}-\theta _{b}}{2}}\right)\operatorname {tg} \left({\frac {\theta _{s}-\theta _{c}}{2}}\right)}}}, де {\displaystyle \theta _{s}={\frac {\theta _{a}+\theta _{b}+\theta _{c}}{2}}} — півпериметр.
Через двогранні кути {\displaystyle \alpha ,\beta ,\gamma } тілесний кут виражається, як:
{\displaystyle \Omega =\alpha +\beta +\gamma -\pi }